# Квасниця Наталія
Наталія Квасниця (6 червня 1979) — українська волейболістка, догравальник.

## Із біографії
Вихованиця київського спортінтернату. У складі збірних України 1995 року грала на чемпіонатах Європи і світу серед дівчат (відповідно 4 і 9 місця). Наступного року виступала на чемпіонаті Європи серед юніорок 1996 року (5 місце). Виступала за клуби з України, Іспанії, Греції і Італії. У складі іспанської команди «Сансе» грала під керівництвом Олени Залюбовської, а її партнерками були Марина Дубиніна і Олена Сидоренко.

## Клуби
| Роки      | Команди                             |
| --------- | ----------------------------------- |
| 1995—1998 | «Керкінітіда» (Євпаторія)           |
| 1999—2000 | «Рось» (Біла Церква)                |
| 2003—2004 | «Філатлітікос» (Салоніки)           |
| 2004—2005 | «Панелініос» (Афіни)                |
| 2005—2006 | «Мурсія»                            |
| 2006—2007 | «Агуере» (Ла-Лагуна)                |
| 2007—2008 | «Парма»                             |
| 2008—2009 | «Сансе» (Сан-Себастьян-де-лос-Реєс) |
| 2009—2014 | «Агуере» (Ла-Лагуна)                |
| 2014—2015 | «Саная Ліббіс» (Ла-Лагуна)          |
| 2017—2018 | «Саная Ліббіс» (Ла-Лагуна)          |
| 2018—2020 | «Арона Тенеріфе Сур»                |

## Досягнення
- Чемпіон Іспанії (1): 2010